# Canton de Beaune-Sud
Le canton de Beaune-Sud était une division administrative française située dans le département de la Côte-d'Or et la région Bourgogne-Franche-Comté.

## Représentation

### Conseillers généraux de 1833 à 2015
| Période | Période      | Identité                            | Étiquette          | Qualité |
| ------- | ------------ | ----------------------------------- | ------------------ | --- |
| 2001    | 2015         | Jean-Pierre Rebourgeon              | RPR puis UMP       | Fonctionnaire Maire de Merceuil                                                                                          |
| 1976    | 2001         | Henri Moine                         | RPR                | Vétérinaire Suppléant du député Jean-Philippe Lecat (1968-1972) - Député (1972-1974) Maire de Beaune (1968-1995)         |
| 1964    | 1976         | Albert Lalle                        | CNI puis RI        | Exploitant agricole Député (1946-1967) Maire de Villy-le-Moutier                                                         |
| 1945    | 1964         | Roger Duchet                        | DVD-CNI            | Sénateur (1946-1971) Ministre (1951-1956) Ancien Maire de Beaune (1932-1944)                                             |
|         |              |                                     |                    | |
| 1937    | 1940         | Roger Duchet                        | Rad.               | Vétérinaire à Beaune Nommé conseiller départemental en 1942                                                              |
| 1919    | 1937         | Auguste-Louis Jacot                 | RG                 | Avocat à Beaune Député (1932-1936)                                                                                       |
| 1905    | 1919         | Claude Charton                      | Rad.               | Négociant en vins à Beaune                                                                                               |
| 1882    | 1905 (décès) | Gérard Chauvelot-Girard             | Rad.               | Maire de Chorey-lès-Beaune                                                                                               |
| 1870    | 1882         | Pierre Joigneaux                    | Union républicaine | Journaliste Député (1848-1851 et 1871-1889) Sénateur (1891-1892) Elu également en 1871 dans le Canton de Précy-sous-Thil |
| 1864    | 1870         | Henri Welter                        | Républicain        | Ancien Maire de Beaune (1848-1851) Propriétaire à Dijon                                                                  |
| 1852    | 1864         | Albert Andoche Guiod                | Bonapartiste       | Avocat - Maire de Beaune (1852-1865)                                                                                     |
| 1848    | 1852         | Pierre Joigneaux                    | Montagne           | Agronome, propriétaire à Beaune Député (1848-1851)                                                                       |
| 1839    | 1848         | François Molin                      |                    | Avocat à Beaune, conseiller d'arrondissement Élu conseiller général du canton de Beaune-Nord                             |
| 1833    | 1839         | Jean-François Auguste Poulet-Denuys |                    | Négociant en vins Maire de Beaune (1830-1839)                                                                            |

### Conseillers d'arrondissement (de 1833 à 1940)
| Période                                  | Période      | Identité                       | Étiquette | Qualité |
| ---------------------------------------- | ------------ | ------------------------------ | --------- | --- |
| 1833                                     | 1839         | François Molin                 |           | Avocat à Beaune                                                                                             |
| 1839                                     | 1848         | Adolphe Molin                  |           | Docteur médecin                                                                                             |
| 1848                                     | 1852         | Jean Baptiste Gagnerot         |           | Ancien maire de Ruffey                                                                                      |
| 1852                                     | 1864         | M. Courtot de Cissey           |           | Propriétaire à Cissey, Merceuil                                                                             |
| 1864                                     | 1871         | Jacques Tisserand              |           | Ancien avoué, maire de Bligny                                                                               |
|                                          |              |                                |           | |
| 1883                                     | 1890 (décès) | François Capitain-Gagnerot     |           | Négociant en vins, maire de Serrigny                                                                        |
| 1891                                     | 1895 (décès) | Jules Ambroise Ricaud          |           | Brasseur, commissionnaire en vins à Beaune                                                                  |
| 1895                                     | 1904         | Philippe Tatin                 |           | Commissionnaire en vins, maire de Bligny                                                                    |
| 1904                                     | 1919         | Auguste Édouard Mallard-Gaulin |           | Propriétaire à Ladoix-Serrigny                                                                              |
| 1919                                     | 1934         | Henri Capitain                 | SFIO      | Viticulteur et négociant en vins à Ladoix-Serrigny                                                          |
| 1934                                     | 1940         | Gaston Devevey                 | Radical   | Industriel à Beaune                                                                                         |
| 1940                                     |              |                                |           | Les conseils d'arrondissement ont été suspendus par la loi du 12 octobre 1940 et n'ont jamais été réactivés |
| Les données manquantes sont à compléter. |              |                                |           | |

## Composition
Le canton de Beaune-Sud regroupait 17 communes :
| Communes                | Population (2012) | Code postal | Code Insee |
| ----------------------- | ----------------- | ----------- | ---------- |
| Beaune (1)              | 11 534            | 21200       | 21054      |
| Bligny-lès-Beaune       | 1 182             | 21200       | 21086      |
| Chevigny-en-Valière     | 248               | 21200       | 21170      |
| Chorey-lès-Beaune       | 468               | 21200       | 21173      |
| Combertault             | 447               | 21200       | 21185      |
| Corcelles-les-Arts      | 475               | 21190       | 21190      |
| Ébaty                   | 208               | 21190       | 21236      |
| Ladoix-Serrigny         | 1 709             | 21550       | 21606      |
| Levernois               | 257               | 21200       | 21347      |
| Marigny-lès-Reullée     | 187               | 21200       | 21387      |
| Merceuil                | 660               | 21190       | 21405      |
| Meursanges              | 445               | 21200       | 21411      |
| Montagny-lès-Beaune     | 660               | 21200       | 21423      |
| Ruffey-lès-Beaune       | 677               | 21200       | 21534      |
| Sainte-Marie-la-Blanche | 766               | 21200       | 21558      |
| Tailly                  | 195               | 21190       | 21616      |
| Vignoles                | 735               | 21200       | 21684      |

(1) fraction de commune.

## Démographie
| 1962 | 1968 | 1975 | 1982 | 1990   | 1999   | 2006   | 2011   | 2012   |
| ---- | ---- | ---- | ---- | ------ | ------ | ------ | ------ | ------ |
| -    | -    | -    | -    | 19 508 | 20 140 | 20 853 | 22 010 | 21 949 |